# Хрипаличі
Хрипа́личі — село в Україні, в Устилузькій міській територіальній громаді Володимирського району Волинської області.

## Сучасність
Населення становить 265 осіб. Кількість дворів  — 92. З них 3 нових (після 1991 р.).
В селі працює фельдшерсько-акушерський пункт, торговельний заклад. Проводить господарську діяльність фермерське господарство, спеціалізація — рослинництво.
В селі доступні такі телеканали: УТ-1, УТ-2, 1+1, Інтер, Обласне телебачення. Радіомовлення здійснюють Радіо «Промінь» та проводове радіо.
Село газифіковане. Дорога з твердим покриттям в задовільному стані. Наявне постійне транспортне сполучення з районним та обласним центрами.

## Географія
Селом тече річка Луга.

## Історія
Село Хрипаличі засноване в 1577 році[джерело?].
У 1906 році село Вербської волості Володимир-Волинського повіту Волинської губернії. Відстань від повітового міста 5 верст, від волості 13. Дворів 74, мешканців 271.
У серпні 2015 року село увійшло до складу новоствореної Устилузької міської громади.
12 червня 2020 року, відповідно до розпорядження Кабінету Міністрів України № 708-р «Про визначення адміністративних центрів та затвердження територій територіальних громад Волинської області», увійшло до складу Устилузької міської територіальної громади.
19 липня 2020 року, в результаті адміністративно-територіальної реформи та ліквідації  Володимир-Волинського району(1940—2020), село увійшло до новоутвореного Володимир-Волинського району (від 18 липня 2022 Володимирського).

## Населення
Згідно з переписом УРСР 1989 року чисельність наявного населення села становила 247 осіб, з яких 105 чоловіків та 142 жінки.
За переписом населення України 2001 року в селі мешкало 266 осіб.

### Мова
Розподіл населення за рідною мовою за даними перепису 2001 року:
| Мова       | Відсоток |
| ---------- | -------- |
| українська | 97,74 %  |
| російська  | 2,26 %   |